# Amaro Santa Maria al Monte
L'Amaro Santa Maria al Monte è un amaro italiano a base principalmente di erbe. Il Gruppo Caffo 1915 ne detiene il marchio.

## Caratteristiche
Il Santa Maria al Monte è un amaro tipico composto da 36 erbe, spezie, fiori, radici e piante originarie da 4 continenti con cui si producono infusi alcolici, estratti e decotti che, opportunamente miscelati, conservano le benefiche proprietà che si trovano nel prodotto.
Tra gli ingredienti ci sono l'aloe, la mirra, il rabarbaro, lo zafferano, l'assenzio, il cardamomo e le noci di cola, in una base di alcool di vite. La ricetta, che non è mai stata modificata dal 1858, è segreta ed è tramandata da cinque generazioni dai padri del santuario della Madonna del Monte di Genova.
La produzione fuori dal convento, che fu curata inizialmente da Vincenzo Castrovillari e successivamente dal liquorista Nicola Vignale, ebbe inizio alla fine del XIX secolo; da allora, ebbe tra i suoi consumatori abituali Emanuele Filiberto di Savoia-Aosta.
Dal 1989 esiste anche una versione aromatizzata con menta.

### Caratteristiche organolettiche
- Sentori gustativi: gusto pieno e rotondo.
- Grado alcolico: la gradazione alcolica è ancora oggi come era in origine di 40°.
- Invecchiamento: viene maturato con un invecchiamento di almeno un anno in botte.
- Servizio: è servito di solito come digestivo dopo un pasto, ma può essere anche gustato liscio a temperatura ambiente, con ghiaccio, con il caffè o in aggiunta alla Coca-Cola: il cocktail "Coca & Maria".

## Riconoscimenti[1]
- Medaglia d'oro, Berlino 1899
- Medaglia d'oro International Spirits Award 2000
- Gran Medaglia d'Oro allo Spirits Selection 2018